# Греблі Ваді-Ал-Джуфайна
Греблі Ваді-Ал-Джуфайна (Wadi Al Jufainah) — комплекс інженерних споруд на півночі Оману, будівництво якого припало на першу половину 2020-х років. Відомий також як гребля B6.
Наприкінці 2000-х років у Омані взялись за будівництво гребель, які б захищали населення та майно від повеней, що час від часу трапляються в цій пустельній країні унаслідок дощів. Однією з таких споруд є протиповеневий компекс Аль-Джуфайна (за півтора десятки кілометрів на південний схід від Маскату), контракт на будівництво якого уклали в 2020 році.
Комплекс включає:
- дві кам'яно-накидні реблі з ядром із пластиного бетону висотою 30 метрів та 24 метри і загальною довжиною 2,46 км;
- три бетонні водопереливні секції довжиною 120 метрів, 60 метрів та 23 метри;
- п'ять допоміжних дамб.
За проєктом гребля може затримувати 15,7 млн м3 води. Пропуск води, окрім водопередивних ділянок, також здійснюватиметься через нижню водопропускну споруду з бетонною водозабірною вежею та двома випускними трубами діаметром 1 метр.